# Spes ultima dea
Spes ultima dea (изговор:спес ултима деа; срп. Нада је последња богиња).

## Поријекло изреке
Поријекло непознато. Изведена је из појма римске, по митологији, богиње наде -Спес. 

## У српском језику
Нада умире последња.

## Значење
"Нада је последња богиња".
Нада је за живог човјека  последња у хијерархији могућег. Без наде престаје и човјек.